# Zakotwiczenie rdzenia
Zakotwiczenie rdzenia kręgowego (ang. tethered spinal cord syndrome) – rzadkie schorzenie neurologiczne, polegające na ograniczeniu ruchomości rdzenia kręgowego w obrębie kanału rdzenia kręgowego kręgosłupa. Najczęstszą przyczyną jest pogrubienie nici końcowej rdzenia (nacieczenie jej przez tkankę tłuszczową). Może występować równocześnie z wadami wrodzonymi kanału kręgowego lub niezależnie od nich. Początkowo jest bezobjawowe. U dzieci okres wzrostu lub w każdej grupie wiekowej rozwijająca się otyłość mogą spowodować ujawnienie się kliniczne wady. Początkowo objawem jest ból nasilający się przy schylaniu, zginaniu ciała, z czasem dołączają się zaburzenia czynności zwieraczy pęcherza i odbytu, ubytki czucia na odsiebnych odcinkach kończyn dolnych i dysfunkcja ruchowa odcinka lędźwiowo-krzyżowego. Leczenie jest chirurgiczne i polega na uwolnieniu miejsca zakotwiczenia rdzenia.